# Semiautomatisch wapen

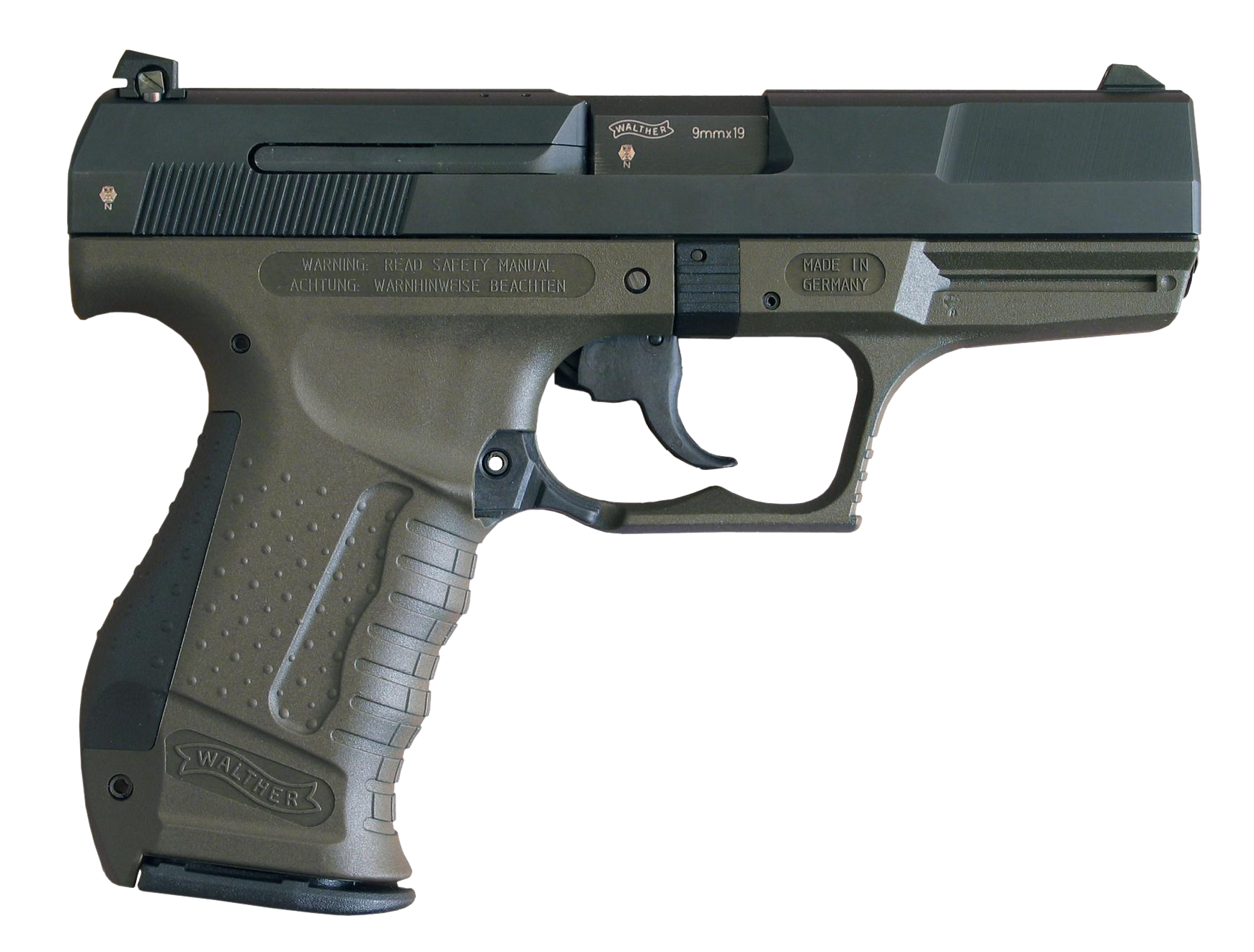
Walther P99, een semiautomatisch pistool uit de late jaren 90 van de 20e eeuw

Een semiautomatisch of halfautomatisch wapen is een vuurwapen waarbij de verrichtingen als uitwerpen en laden verricht worden door de energie die bij het afgaan van het schot vrijkomt. Het wapen dient de eerste maal met de hand geladen en gespannen te worden; na het eerste schot is alleen het overhalen van de trekker voldoende voor een volgend schot.
Bij een niet-automatisch wapen moet voor ieder schot de patroon handmatig in de loop worden geplaatst nadat de lege huls van de voorgaande patroon handmatig is verwijderd. Zo gebeuren er bij het indrukken van de trekker van een revolver vóór de kogel (het projectiel) het wapen verlaat een aantal zaken: de trommel draait zodat de af te vuren patroon voor de loop komt. Dit kost extra spierkracht. Na het schieten dienen lege hulzen handmatig uit de trommel verwijderd te worden. Een semiautomatisch wapen doet dit alles automatisch.
Bij een automatisch (dat wil zeggen: volautomatisch) wapen kan een reeks schoten afgevuurd worden door de trekker ingedrukt te houden.